# الطريق الأوروبي E63
الطريق الأوروبي E63 هو طريق من شبكة الطرق الأوروبية الدولية.يربط بين سودانكيلا بفنلندا إلى توركو بفنلندا. يبلغ طول المسار 1126 كيلومتر (700 ميل).